# كلوز اسموسين
كلوز اسموسين (بالدنماركية: Claus Asmussen)‏ هو موسيقي وملحن دنماركي، ولد في 12 فبراير 1949 في كوبنهاغن في الدنمارك.

## وصلات خارجية
- كلوز اسموسين على موقع IMDb (الإنجليزية)
- كلوز اسموسين على موقع ميوزك برينز (الإنجليزية)
- كلوز اسموسين على موقع ديسكوغز (الإنجليزية)
- كلوز اسموسين على موقع قاعدة بيانات الفيلم (الإنجليزية)